# Rio Grande (Ohio)
Rio Grande és una població dels Estats Units a l'estat d'Ohio. Segons el cens del 2000 tenia 915 habitants.

## Demografia
Segons el cens del 2000, Rio Grande tenia 915 habitants, 232 habitatges, i 145 famílies. La densitat de població era de 294,4 habitants per km².
Dels 232 habitatges en un 35,8% hi vivien nens de menys de 18 anys, en un 35,8% hi vivien parelles casades, en un 22% dones solteres, i en un 37,5% no eren unitats familiars. En el 26,7% dels habitatges hi vivien persones soles el 6% de les quals corresponia a persones de 65 anys o més que vivien soles. El nombre mitjà de persones vivint en cada habitatge era de 2,31 i el nombre mitjà de persones que vivien en cada família era de 2,82.
Per edats la població es repartia de la següent manera: un 15,8% tenia menys de 18 anys, un 53,3% entre 18 i 24, un 15,6% entre 25 i 44, un 10,8% de 45 a 60 i un 4,4% 65 anys o més.
L'edat mediana era de 21 anys. Per cada 100 dones de 18 o més anys hi havia 97,4 homes.
La renda mediana per habitatge era de 16.932 $ i la renda mediana per família de 29.167 $. Els homes tenien una renda mediana de 25.139 $ mentre que les dones 24.583 $. La renda per capita de la població era de 10.822 $. Aproximadament el 32,6% de les famílies i el 35,9% de la població estaven per davall del llindar de pobresa.

## Poblacions més properes
El següent diagrama mostra les poblacions més properes.